# Tanja Wedhorn
Tanja Wedhorn (Witten, 14 dicembre 1971) è un'attrice tedesca.

## Biografia
Ha studiato recitazione presso l'Università delle Belle Arti di Berlino (Universität der Künste Berlin) e vive a Berlino. Ha un figlio.
È diventata famosa in Germania per il ruolo da protagonista nella soap-opera tedesca Bianca - Wege zum Glück che è stata trasmessa in Germania nel 2004 e nel 2005 dall'emittente pubblica ZDF e in Italia da Rete4
In Italia ha ricoperto il ruolo da coprotagonista nel film per la televisione, del 2013, La mia bella famiglia italiana, con Alessandro Preziosi

## Filmografia

### Televisione
- Nesthocker - Familie zu verschenken - serie TV, 29 episodi (2000-2002)
- Bianca - Wege zum Glück – soap opera (2004)
- L'isola di Katharina (Reiff für die Insel) – serie TV (2012-2015)
- La mia bella famiglia italiana, regia di Olaf Kreinsen – film TV (2013)
- Praxis mit Meerblick - serie TV, 22+ episodi (2017-...)
- Fritzie - Der Himmel muss warten - serie TV, 24 episodi (2020-2023)